# Tréveray
Tréveray és un municipi francès situat al departament del Mosa i a la regió del Gran Est. L'any 2007 tenia 703 habitants.

## Demografia

### Població
El 2007 la població de fet de Tréveray era de 703 persones. Hi havia 284 famílies, de les quals 80 eren unipersonals (32 homes vivint sols i 48 dones vivint soles), 84 parelles sense fills, 92 parelles amb fills i 28 famílies monoparentals amb fills.
La població ha evolucionat segons el següent gràfic:
Habitants censats

### Habitatges
El 2007 hi havia 348 habitatges, 285 eren l'habitatge principal de la família, 24 eren segones residències i 39 estaven desocupats. 289 eren cases i 57 eren apartaments. Dels 285 habitatges principals, 198 estaven ocupats pels seus propietaris, 81 estaven llogats i ocupats pels llogaters i 7 estaven cedits a títol gratuït; 2 tenien una cambra, 11 en tenien dues, 42 en tenien tres, 93 en tenien quatre i 138 en tenien cinc o més. 180 habitatges disposaven pel capbaix d'una plaça de pàrquing. A 133 habitatges hi havia un automòbil i a 84 n'hi havia dos o més.

### Piràmide de població
La piràmide de població per edats i sexe el 2009 era:
| Homes | Edats   | Dones |
| ----- | ------- | ----- |
| 0     | 95 o +  | 1     |
| 4     | 90 a 94 | 2     |
| 2     | 85 a 89 | 9     |
| 5     | 80 a 84 | 11    |
| 12    | 75 a 79 | 12    |
| 21    | 70 a 74 | 19    |
| 24    | 65 a 69 | 32    |
| 25    | 60 a 64 | 15    |
| 24    | 55 a 59 | 23    |
| 29    | 50 a 54 | 14    |
| 26    | 45 a 49 | 29    |
| 31    | 40 a 44 | 34    |
| 27    | 35 a 39 | 27    |
| 23    | 30 a 34 | 20    |
| 22    | 25 a 29 | 21    |
| 27    | 20 a 24 | 21    |
| 16    | 15 a 19 | 27    |
| 29    | 10 a 14 | 30    |
| 19    | 5 a 9   | 28    |
| 9     | 0 a 4   | 22    |

## Economia
El 2007 la població en edat de treballar era de 432 persones, 290 eren actives i 142 eren inactives. De les 290 persones actives 245 estaven ocupades (151 homes i 94 dones) i 45 estaven aturades (11 homes i 34 dones). De les 142 persones inactives 39 estaven jubilades, 47 estaven estudiant i 56 estaven classificades com a «altres inactius».

### Ingressos
El 2009 a Tréveray hi havia 282 unitats fiscals que integraven 702 persones, la mediana anual d'ingressos fiscals per persona era de 15.464 €.

### Activitats econòmiques
Dels 31 establiments que hi havia el 2007, 1 era d'una empresa extractiva, 3 d'empreses alimentàries, 2 d'empreses de fabricació d'altres productes industrials, 7 d'empreses de construcció, 7 d'empreses de comerç i reparació d'automòbils, 2 d'empreses de transport, 1 d'una empresa d'hostatgeria i restauració, 1 d'una empresa financera, 1 d'una empresa de serveis, 3 d'entitats de l'administració pública i 3 d'empreses classificades com a «altres activitats de serveis».
Dels 11 establiments de servei als particulars que hi havia el 2009, 1 era una oficina de correu, 1 taller de reparació d'automòbils i de material agrícola, 1 paleta, 2 guixaires pintors, 1 lampisteria, 3 electricistes, 1 perruqueria i 1 restaurant.
Dels 2 establiments comercials que hi havia el 2009, 1 era una botiga de més de 120 m² i 1 una botiga de menys de 120 m².
L'any 2000 a Tréveray hi havia 7 explotacions agrícoles que ocupaven un total de 800 hectàrees.

## Equipaments sanitaris i escolars
El 2009 hi havia 1 farmàcia i 1 ambulància.
El 2009 hi havia una escola elemental.

## Poblacions més properes
El següent diagrama mostra les poblacions més properes.